# Kościół św. Józefa w Kozielsku
Kościół świętego Józefa w Kozielsku – rzymskokatolicki kościół parafialny należący do parafii pod tym samym wezwaniem (dekanat damasławski archidiecezji gnieźnieńskiej).
Jest to murowana świątynia wzniesiona w latach 1867-1874 przez parafian razem z właścicielem Stępuchowa. Konsekrowana została w 1966 roku. Poprzedni drewniany kościół spłonął w dniu 24 czerwca 1867 roku. Budowla reprezentuje styl neogotycki i została zaprojektowana przez architekta Wiktora Stabrowskiego. We wnętrzu znajdują się zabytkowe drewniane figury św. Antoniego i św. Teresy. Na zewnątrz od strony prezbiterium jest umieszczona krypta, w której złożone są szczątki członków rodziny Moszczeńskich ze Stępuchowa.